# 石头寨乡
石头寨乡，是中华人民共和国云南省红河哈尼族彝族自治州红河县下辖的一个乡镇级行政单位。

## 行政区划
石头寨乡下辖以下地区：
石头寨村、车玛龙村、碧苗村、旧施村和么索村。